# Dino Bouterse
Dino Delano Bouterse (Steenwijk, 27 september 1972) is een Surinaamse crimineel en de voormalig leider van de Surinaamse speciale antiterreureenheid Counter Terreur Unit (CTU). Hij is de zoon van voormalig Surinaams president Desi Bouterse.

## Biografie
Dino Delano Bouterse is het tweede kind uit het huwelijk van Desi Bouterse en Ingrid Figueira. In 1975 keerde het gezin terug naar Suriname. Dino heeft elf kinderen. Zijn zoon Walter (1995-2021) was actief in de NDP.

## Criminele activiteiten

### Verdacht van ripdeal (1994)
In 1994 werd Dino verdacht van de verdwijning van drie Brazilianen en van het opdracht geven tot een ripdeal, een roofoverval op cocaïnedealers. Dino werd samen met Marcel Zeeuw, die net als de vader van Dino verdachte is in het strafproces naar aanleiding van de Decembermoorden, gearresteerd en zat ongeveer vijf maanden in voorarrest. Toen de zaak voor de rechter kwam, trokken de getuigen hun verklaring echter in.

### Verdacht van diefstal zware wapens (2002)
In 2002 werd Dino verdacht van de diefstal van negentien AK-47-geweren en 51 pistolen uit het magazijn van de Centrale Inlichtingen en Veiligheidsdienst (CIVD) van Suriname. Hij werd tien maanden gezocht, maar uiteindelijk werd hij op 12 juni 2003 op de luchthaven van Curaçao met een vals Nederlands paspoort gearresteerd. Dino werd door Curaçaose justitie uitgeleverd aan Suriname, waar hij werd aangeklaagd wegens wapenhandel. Medeverdachte Jochem Brunings trok na een gesprek met de advocaat van Dino, Irwin Kanhai, zijn belastende verklaring in en Dino werd vrijgesproken wegens gebrek aan bewijs.

### Veroordeeld wegens drugshandel en wapensmokkel (2005)
In september 2004 werd Dino aangehouden in verband met een enorme vondst aan illegale zware wapens in een autospuitbedrijf in een buitenwijk van Paramaribo. Tot de in beslag genomen partij behoorden kalasjnikovsgeweren met munitie, handgranaten, granaatwerpers, mortieren, dynamiet en satellietapparatuur. Het Surinaams Openbaar Ministerie had inmiddels, door samenwerking met de Braziliaanse justitie, ook al genoeg bewijs dat Dino actief was in de drugscriminaliteit. Op 11 augustus 2005 werd Dino in Paramaribo tot acht jaar celstraf veroordeeld wegens internationale drugshandel en wapensmokkel. Dit proces werd gekenmerkt door een groot aantal bezwaren die de advocaten van Dino, onder wie Irwin Kanhai, herhaaldelijk opwierpen en die door de rechter steeds werden verworpen. Van de acht jaar celstraf die Dino opgelegd kreeg, heeft hij maar drie uitgezeten.

### Vermeende bedreiging van hoofdcommissaris politie (2007)
Dino zou Chan Santokhi, toen deze nog hoofdcommissaris van politie was, hebben bedreigd toen hij hem liet arresteren. Toen Dino het politiebureau werd binnengebracht zou hij, doelend op Santokhi, geschreeuwd hebben: "Waar is jullie baas? Dan kan ik hem een fax sturen". Deze uitlating wordt als een verkapt dreigement geïnterpreteerd.

### In de Hezbollah-val van de Amerikaanse D.E.A. (2013)
De Amerikaanse Drug Enforcement Administration (D.E.A.) verschoof na de aanslagen op 11 september 2001 haar focus van niet-ideologische drugshandel naar de vermeende samenwerking tussen terroristische organisaties en drugsyndicaten, en duidt deze aan als "hybride" organisaties. De verschuiving van geldstromen naar anti-terreur is van invloed op deze koerswijziging geweest. Volgens de advocaat van Dino, Irwin Kanhai vertelde een van witwassen verdachte kennis van Dino in 2011 in Aruba tegen een undercoveragent van de D.E.A. dat de presidentszoon drugstransporten naar VS kon regelen. Begin 2013 had Dino regelmatig gesprekken met DEA-informanten die zich uitgaven als Mexicaanse drugshandelaars. Eind juni van dat jaar ontving hij DEA-informanten in zijn kantoor, waarbij er overlegd wordt over smokkel van 450 kilo cocaïne naar de Verenigde Staten. In juli vindt er overleg plaats in Suriname over het opzetten van een Surinaamse basis voor een Libanese organisatie, Hezbollah, die sinds 1997 door de Verenigde Staten als terroristisch aangemerkt is en ook nauwe banden heeft met Iran. Eind juni reist Dino af naar Griekenland waar hij DEA-agenten ontmoet die zich uitgeven als Hezbollah-functionarissen, er wordt gesproken over onder andere wapens en vervalste paspoorten. In augustus 2013 reisde Dino Bouterse naar Panama om afspraken te maken met de op te zetten netwerk toen hij 28 augustus gearresteerd werd. Panama leverde hem uit op verzoek van de Amerikanen. In maart 2015 werd hij in New York veroordeeld tot 16 jaar en drie maanden gevangenisstraf. Hij werd eerst gedetineerd in het Metropolitan Correctional Center. Medio 2018 werd Dino na bijna vijf jaar overgeplaatst naar Yazzoo City, een gevangenis in Mississippi met lichter regime dan in New York.

## Militaire loopbaan
Dino is net als zijn vader oud-militair en ging in 1990 met 'groot verlof'. Ondanks dat hij de kaderopleiding voor sergeant nooit gehaald heeft, heeft hij deze rang wel gekregen. Zijn vader was op dat moment leider van het Surinaams leger en het vermoeden bestaat dat hij invloed heeft uitgeoefend op Dino's benoeming.

## Counter Terreur Unit
Kort nadat Bouterse was geïnaugureerd als president van Suriname, benoemde hij Dino tot de leider van de zwaarbewapende Counter Terreur Unit (CTU), een omstreden politieorganisatie met militaire status die volgens president Bouterse als doel heeft terrorisme in Suriname te bestrijden. Op een persbijeenkomst in december 2010 reageerde president Bouterse op een journalist die vroeg waarom Dino, ondanks zijn veroordeling, tot hoofd van CTU werd benoemd met de woorden: "Bij CTU worden de allerbeste mannen geplaatst en mijn zoon behoort tot de allerbesten". "Hij heeft mede leiding in CTU en de wettelijke regelingen zijn niet overtreden". De benoeming van Dino werd door velen als controversieel gezien. Jurist Freddy Kruisland wees erop dat Dino Bouterse veroordeeld is omdat hij de staatsveiligheid in gevaar bracht. "Dan kan hij niet benoemd worden in deze functie", aldus Kruisland. Volgens Melvin Linscheer, directeur Nationale Veiligheid van het kabinet van de president, is Dino belast met logistieke aangelegenheden van CTU en neemt hij niet deel aan operaties. Tijdens de persconferentie van Desi Bouterse over de arrestatie van Dino Bouterse meldde de president op 3 september dat Dino niet meer betrokken is bij CTU.

## Goudhandel
Ook is Dino manager van Sarafina NV, een goudbedrijf dat exploitatierechten heeft op goudmijnen aan de Surinamerivier, de Saramaccarivier en het Sarakreekgebied. In september 2012 plaatste het Surinaamse actualiteitentijdschrift Parbode Dino op de tweede plek van hun toptienlijst van machtigste en invloedrijkste personen in de Surinaamse goudwereld. Het tijdschrift had beslag weten te leggen op fiscale gegevens van de actieve goudbedrijven en GMD-lijsten van alle goudrechten vanaf 2011.

## Steun Amnestiewet
In maart 2012 beargumenteerde Dino Bouterse zijn steun aan de amnestiewet, die vervolging van de Decembermoorden van 1982 voorkomt, door te zeggen: "De amnestiewet is nodig om te voorkomen dat Nederland weer grip op Suriname krijgt door mijn vader uit te schakelen. Ze hebben namelijk een nieuwe prooi nodig, want het gaat economisch zeer slecht met ze."